# 후선 와카집

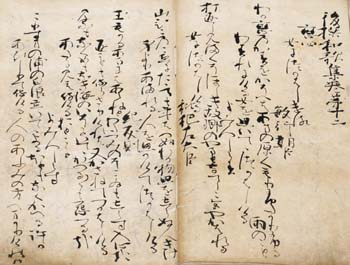

후선 와카집(일본어: 後撰和歌集)는 무라카미 천황(村上天皇|むらかみてんのう)의 하명을 받들어 편찬된 역대 두 번째 칙선 와카집이다. 그 구성은 고금 와카집을 모방하여 같다. 총 20권 1425수(首)의 시가(詩歌)를 정리해 놓았다.

## 일대
칙선 와카집에는 고금 와카집과 같이 서문(序文)이 첨부되어 있지 않아 그 편찬 년도가 정확하지 않다. 하지만, 덴랴쿠(天暦|てんりゃく)5년 (951년) 10월에 헤이안 궁(平安宮) 소양사(昭陽舎)에 와카소(和歌所)가 설치되고, 나시쓰보노고닌이 소집되어 만요슈와 새 촉센와카슈 편찬을 주도했던 점, 그리고 그 실행을 총괄한 후지와라노 고레타다(藤原伊尹|ふじわらの これただ)의 기록을 미루어 보아 늦어도 덴랴쿠 말년 내에는 편찬된 것으로 보인다. 또 오쿠무라 쓰네야(奥村恒哉|おくむら つねや)에 따르면, 저자 명시 표기 방법에 있어, 덴랴쿠 9년에서 덴토쿠(天徳|てんとく)2년 (958년) 사이에 편찬되었다고 한다. 그 외 여러 학설이 있으나, 정설로 인정된 것은 없다.
또한 서문이 없고, 구성의 혼란, 시가 중복에 대해서 고센와카슈가 미정초(未定草)라는 설이 있다. 또 덴토쿠 4년 (960년)에 헤이안궁에서 대화재가 일어났을 때, 정식으로 편집이 완료된 정식본이 소실되고 후에 보존된 초고가 후세에 전해진 것이 아닌가 하는 설도 있다.

## 특징
전대의 촉센와카슈와 다른 점은, 편찬자가 지은 와카가 수록되지 않았다는 것이다. 주로 기노 쓰라유키, 이세, 후지와라노 가네스케 등의 비중이 상당히 높다. 또한 나카 쓰카사, 우콘 등 당대 여류가인들도 비중있게 다뤄져 있다.

## 참고 문헌
- 片桐洋一 『後撰和歌集』
- 大曽根章介　『本朝文粋』